# Гней Кальпурній Пізон (консул-суфект 23 року до н. е.)
Гней Кальпу́рній Пізо́н (лат. Gnaeus Calpurnius Piso; 75 до н. е. — 20 до н. е.) — політичний та військовий діяч Римської імперії, консул-суфект 23 року до н. е.

## Життєпис
Походив з впливового плебейського роду Кальпурнієв. Син Гнея Кальпурнія Пізона, квестора пропретора провінції Іспанії у 65—64 роках до н. е. У громадянській війні поміж Гаєм Цезарем та Гнеєм Помпеєм Пізон підтримав останнього. У 49 році до н. е. обійняв посаду проквестора Іспанії. У 46 році до н. е. в Африці командував мавретанською кіннотою у війську Квінта Цецилія Метелла Сципіона й досяг певних успіхів.
Після смерті Цезаря приєднався до Брута й Кассія. Потім Пізон був квестором у Секста Помпея на Сицилії. Після закінчення громадянських воєн Кальпурній був відновлений у правах й отримав дозвіл повернутися, проте демонстративно утримувався від участі в політичному житті. У 23 році до н. е. за пропозицією Октавіана Пізон обійняв посаду консула-суфекта разом з Луцієм Сесцієм Альбаніаном Квіриналом. Під час своєї тяжкої хвороби у цьому році Октавіан Август доручив Гнею Кальпурнію зберігати документи з переліком військ та державних доходів. Подальша доля Гнея Пізона невідома.

## Родина
- Дружина — Павла Попілія.
- Діти:

- Гней Кальпурній Пізон, консул 7 року до н. е.
- Луцій Кальпурній Пізон, консул 1 року до н. е.